# Oftia
Oftia es un género con cinco especies de plantas de flores de la familia Scrophulariaceae. 

## Especies seleccionadas
- Oftia africana
- Oftia glabra
- Oftia jasminum
- Oftia rakotosonii
- Oftia revoluta

## Sinónimo
- Spielmannia [Medik.]

- Datos: Q9051850
- Multimedia: Oftia / Q9051850
- Especies: Oftia